# Galaxy Tab
O Samsung Galaxy Tab é um tablet compacto produzido pela Samsung rodando o sistema operacional Android. O aparelho teve sua estreia em Berlim, Alemanha, no dia 2 de setembro de 2010. Possui uma tela LCD touchscreen de 7 polegadas (ou 180mm), acesso a Wi-Fi, processador ARM Cortex-A8 ("Hummingbird") de 1,0 GHz, sistema de entrada Swype. O tablet também é equipado com uma câmera de 3,2 MP na parte traseira e outra câmera com 1,3 MP na parte frontal para chamadas de vídeo. O Samsung Galaxy Tab, no seu lançamento, veio equipado com o Android 2.2.

## Hardware

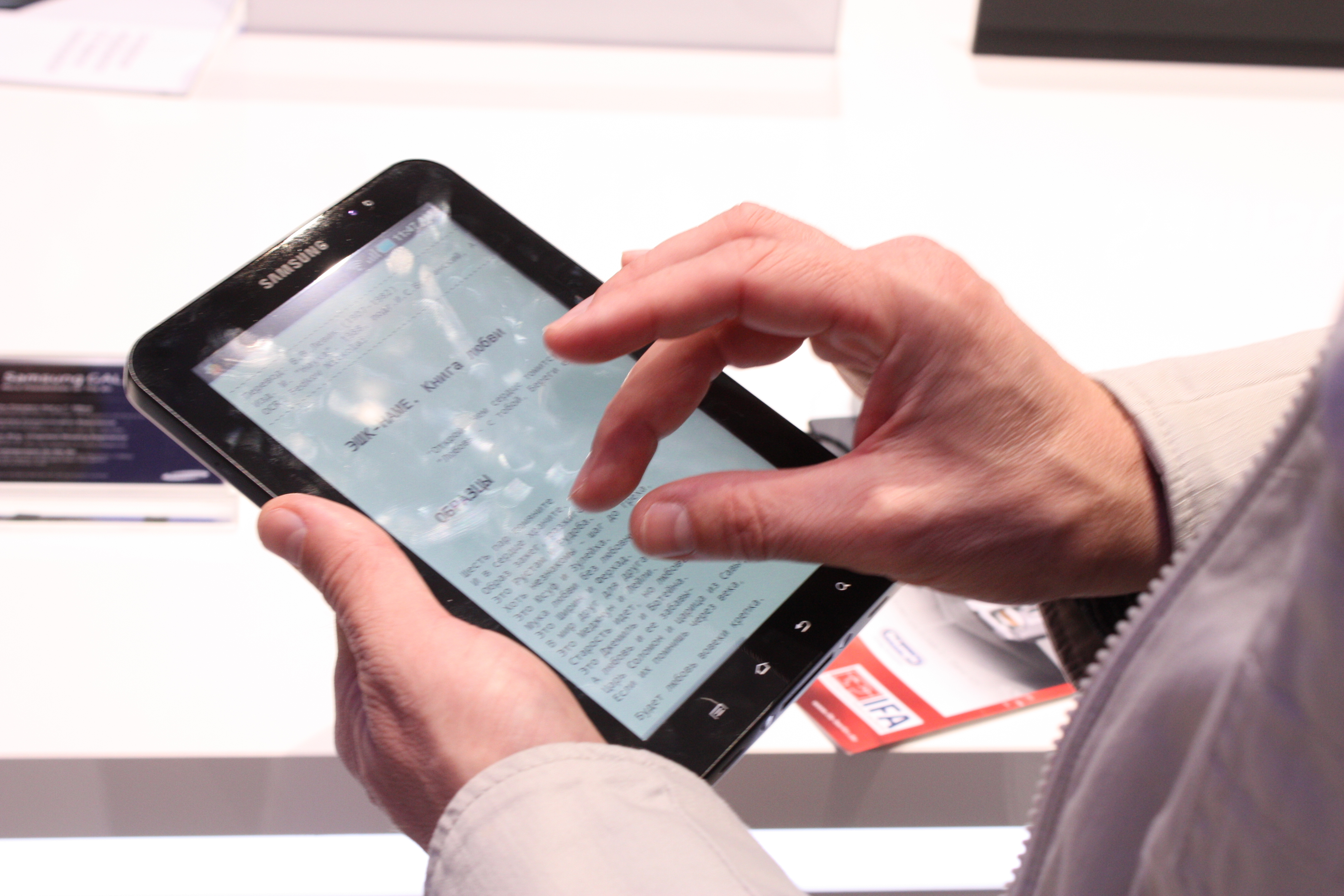
Galaxy tab

O tablet é recoberto por plástico que o torna mais leve do que outros tablet envoltos por metal, fazendo o tablet pesar aproximadamente 380g. O modelo GT-P1000 do tablet possui uma tela de LCD TFT em vez de telas LCD AMOLED, sendo esse último usado pela Samsung na linha de celulares Galaxy S. A tela do Galaxy Tab possui uma resolução de 1024×600 e uma memória flash interna de 16 GB ou 32 GB, podendo ser a memória expandida através de um cartão de memória microSD. O processador do tablet, um ARM Cortex-A8, é de 1,0Ghz, além do próprio aparelho possui 512MB de RAM.
O Galaxy Tab possui duas câmeras, sendo uma na parte traseira do aparelho e a outra na parte frontal. A câmera traseira possui 3,2 MP de resolução e vem acompanhada por um flash de LED, proporcionando assim o uso do aparelho para tirar fotos de qualidade razoável em diversas situações, como a noite, dentro de estabelecimentos poucamente iluminados. A parte frontal possui uma câmera de 1,3MP para uso em vídeo-chamadas através da rede 3G ou Wi-Fi.
Acredita-se que sua bateria de 4000 mAh oferece duração de 7 horas de reprodução vídeos) ou 10 horas de conversa.
A AT&T e a T-Mobile vendem variantes do Galaxy Tab que possuem um slot para cartão SIM. O slot só pode acomodar chips SIM com tecnologia 3G, fazendo com que o tablet seja incapaz de realizar chamadas telefônicas. O sistema do tablet reinicia-se quando o cartão SIM é trocado.

## Software
O Galaxy Tab vem com Android 2.2, sendo que futuramente serão vendidos aparelhos com o sistema operacional Android 2.3. A versão 2.2 do Android foi modificado, sendo acrescido de temas, personalizações exclusivas e aplicações para o aparelho. A maioria dos aplicativos para o Android 2.2 que foram desenvolvidos de acordo com diretrizes da Google devem, automaticamente, dimensionar e adequar-se corretamente a telas de dispositivos relativamente maiores, como no caso do Galaxy Tab. Adobe Flash 10.1, DivX, O suporte a Adobe Flash 10.1, DivX, MPEG-4, WMV, Xvid, H.263 e H.264 também foram anunciados.
O Galaxy Tab possui calendário, cliente de e-mail e aplicativos para mensagens instantâneas (MSN, Google Talk). Possui um leitor de e-books, que quando iniciado, abre o site PressDisplay.com para leituras de jornais, o leitor de livros Kobo para leitura de e-books e o Zinio para leitura de revistas eletrônicas. O Galaxy Tab, graças ao aplicativo ThinkFree Office para Android, é capaz de abrir arquivos do Microsoft Office.

## Primeiras Impressões e Opiniões
Para a maior parte dos entusiastas em tecnologia que receberem em primeira mão, há bastante entusiasmo nas opiniões sobre o uso do Galaxy Tab. A revista LAPTOP, após testar o aparelho, disse que o tablet é um formidável concorrente do iPad, porém há um turbilhão de perguntas sem respostas sobre o Galaxy Tab, como o custo do aparelho, e se os consumidores esperam pagar menos de um tablet com uma tela menor. Também é questionado se a Samsung pode fazer um trabalho tão bom quanto realizado pela Apple, em relação ao iPad e seu funcionamento.
As opiniões sobre o Galaxy Tab não são unânimes. Um dos críticos da ZDnet escreveu:
| “ | Todavia, como o produto é recém chegado, eu não estou vendo ele como um proprietário, e se você estiver esperando algo semelhante a um iPad então você ficar definitivamente desapontado. | ” |

As avaliações da CNET foram um pouco mais positivas e enumerou como vantagens das 7 polegadas da tela do Galaxy Tab, as duas câmeras, compatibilidade com o Adobe Flash e o seu tamanho, segundo eles, mais conveniente.

## Lançamentos
| África         | Em 5 de novembro de 2010, a empresa Etilasat, da Nigéria, tornou-se a primeira operadora de celulares na África para o lançamento do Galaxy Tab. No dia 6 de dezembro de 2010, a Vodafone lançou o tablet em Gana. |
| Ásia           | O Galaxy Tab foi lançado na Indonésia e na Tailândia, sem nenhum acordo com operadoras, na Malásia foi lançado junto com a operadora Maxis e no Japão junto com a operadora NTT Docomo. |
| Austrália      | O Samsung Galaxy Tab foi lançado em 8 de novembro de 2010 e vendido pelas operadoras Harvey Norman, Telstra, Optus e VHA. |
| Brasil         | O Samsung Galaxy Tab foi lançado no Brasil em 26 de novembro de 2010. A versão brasileira conta com um processador de 1,2 GHz, ao contrário do resto do mundo onde o processador era de 1,0GHZ. Também tem suporte a TV analógica e digital. |
| Europa         | O Samsung Galaxy Tab foi lançado na Alemanha em 11 de outubro de 2010. A versão britânica do tablet foi lançada em 1 de novembro de 2010. |
| Oriente Médio  | O Samsung Galaxy Tab foi lançado oficialmente no Oriente Médio na Dubai GITEX Shopper, o maior encontro de revendedores e fornecedores de portáteis da região. |
| Índia          | O Samsung Galaxy Tab foi lançado em outubro de 2010 no país. |
| Estados Unidos | O Galaxy Tab foi lançado nos EUA pelas operadoras T-Mobile USA, Sprint, AT&T, US Cellular e Verizon. A T-Mobile lançou o tablet no dia 10 de novembro de 2010, a Sprint no dia 14 de novembro. A Verizon vende uma versão do Galaxy Tab com a parte traseira preta, ao contrário das suas concorrente que vendem com um fundo branco. A AT&T começou a vender o Galaxy Tab no dia 21 de novembro, sem nenhuma exigência de contrato. Até o dia 20 de dezembro de 2010, somente a versão Wi-Fi do Galaxy Tab não foi lançado nos Estados Unidos devido a regulamentação e a aprovação de somente uma versão Wi-Fi do aparelho nos Estados Unidos. |

## Vendas
O Samsung Galaxy Tab vendeu cerca de 600 mil unidades nos primeiros sete dias após seu lançamento. No 4 de dezembro do mesmo ano foi noticiado que a marca de 1 milhão de unidades vendidas foi alcançada, dois meses depois do Galaxy Tab ser lançado.
No Brasil, o Tablet Samsung Galaxy tornou-se uma febre. Empresas varejistas e da internet, como Americanas.com, Comprafácil.com, Mixlider.com, disputam este novo nicho de mercado tentando cativar o consumidor.